# Mount Hagen
Mount Hagen è una città di Papua Nuova Guinea, capoluogo della provincia degli Altopiani Occidentali, nella regione delle Terre Alte. Visitata dai primi europei solo nel 1933, conta circa 46 000 abitanti.

## Geografia fisica
La città si trova ai piedi del Monte Hagen (3.778 m) e non lontano dalla più alta vetta del Paese e del continente, il monte Giluwe (4.368 m). Mount Hagen sorge presso il fiume Wahgi, affluente del Purari.

## Società

### Religione
Nel 1994, papa Giovanni Paolo II, durante il suo pellegrinaggio in Papua Nuova Guinea si fermò a Mount Hagen (sede di un'arcidiocesi cattolica) dove incontrò, oltre alle autorità ecclesiastiche del luogo, anche gli indigeni.

### Tradizioni e folclore
Dai 17 al 19 agosto di ogni anno si tiene in città una famosa festa denominata “Sing Sing”, dove migliaia di guerrieri, di tutte le tribù della regione, unti di grasso, con il volto colorato in modo variopinto e con cappelli elaboratissimi (alcuni alti quasi un metro), danzano per due giorni al suono dei tamburi.

## Infrastrutture e trasporti
Mount Hagen è sede di un aeroporto internazionale.

## Amministrazione

### Gemellaggi
- Australia Orange